# Flughafen Auckland

i7
i11
i13

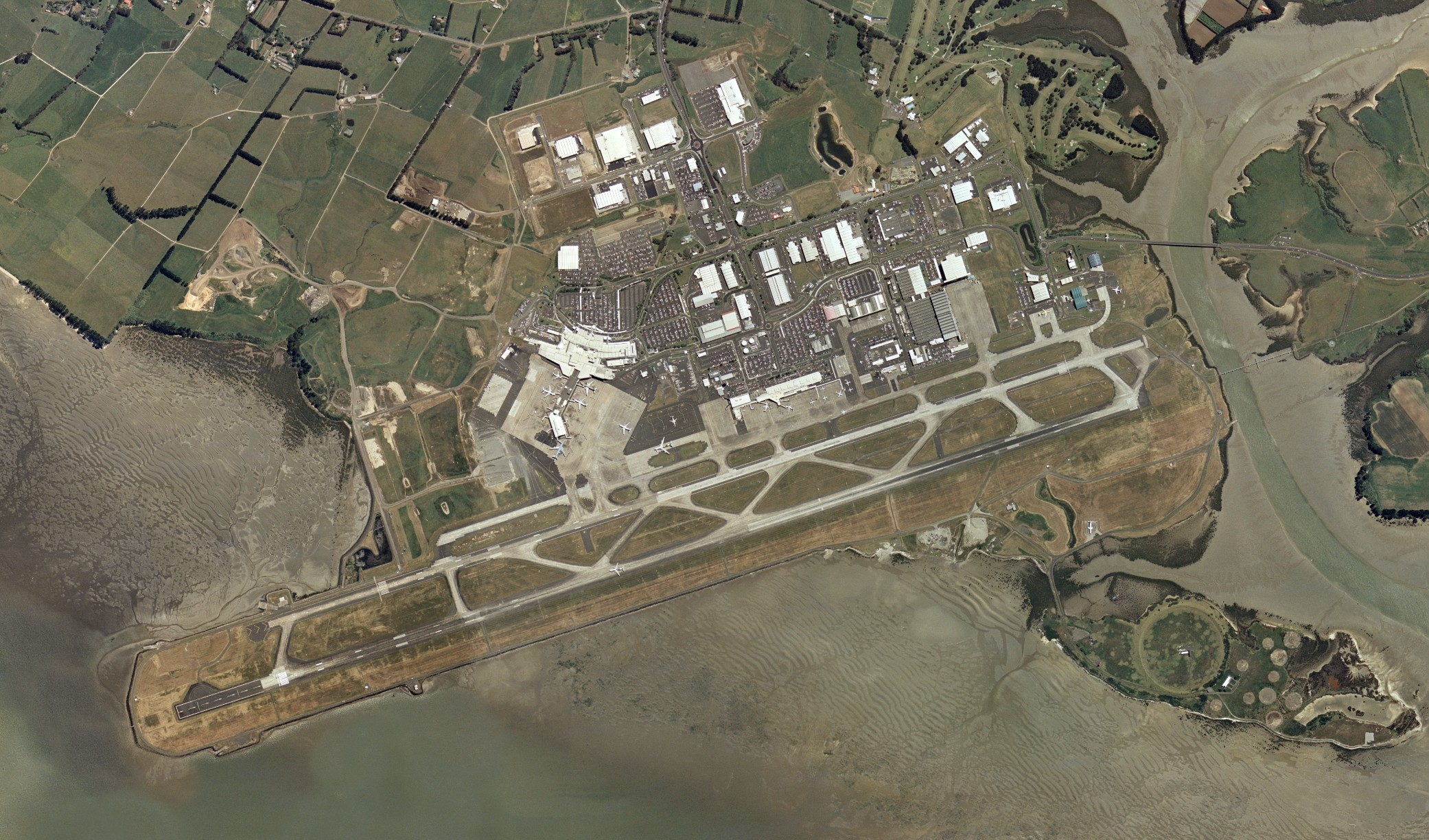
Aus dem Weltraum

Der Flughafen Auckland (englisch Auckland Airport, IATA-Code: AKL, ICAO-Code: NZAA) ist der größte und bedeutendste internationale Verkehrsflughafen in Neuseeland und dient als Drehkreuz von Air New Zealand.

## Lage und Verkehrsanbindung
Der Flughafen befindet sich bei Māngere am südlichen Stadtrand von Auckland. Er liegt rund 17 Kilometer südlich des Stadtzentrums.
Er wird über die State Highways 20A und 20B mit dem fünf Kilometer östlich des Flughafens verlaufenden State Highway 20 verbunden. Zudem verläuft der State Highway 1 neun Kilometer östlich des Flughafens. Der Flughafen wird von Bussen mit einigen Stadtteilen und Bahnhöfen von Auckland verbunden.

## Beschreibung
Der Flughafen ist das Luftfahrt-Drehkreuz der Fluggesellschaft Air New Zealand. Der Betreiber Auckland International Airport Limited ist im NZX 50 Index an der New Zealand Exchange gelistet.
Der Flughafen verfügt über drei Passagierabfertigungshallen, wovon zwei für Inlandsflüge und eine für internationale Flüge dient. Das Terminal für internationale Flüge hat 14 Flugsteige mit Fluggastbrücken. Der Flughafen fertigte 2016 rund 19 Mio. Flugpassagiere ab, davon reisten 9,4 Mio. Passagieren von und nach Neuseeland über Auckland, 7,9 Mio. Passagiere zählten zu den Inlandsreisenden und 675.752 Passagiere reisten im Transit. Es wird erwartet, dass die Zahl der internationalen Passagiere im Jahre 2050 50 Mio. jährlich übersteigt.

## Wirtschaftliche Daten
Der Flughafen wird von der Auckland International Airport Limited betrieben deren Aktien an der neuseeländischen Börse NZX unter dem Code: AIA gehandelt werden. Der Gewinn nach Steuern betrug 2017 rund 247,8 Mio. NZ$. Der Flughafen ist der zweitgrößte Frachtflughafen Neuseelands nach Warenwert und bringt der Region einen Umsatz von 15 Milliarden Dollar. Etwa 75 % aller internationalen Passagiere nutzen ihn.

## Ausbau des Flughafens 2008
Im April 2008 wurde eine neue Pier für internationale Flüge in Betrieb genommen und im Oktober, nachdem Qantas mit einem A380-Testflug erstmals eine Maschine auf dem Flughafen von Auckland landen ließ, von der damaligen Premierministerin Helen Clark offiziell eröffnet.
Um das derzeit größte Passagierflugzeug der Welt, die A380, abfertigen zu können, wurden Gate 15 und 16 mit einem sogenannten Multi Aircraft Ramp System (MARS) ausgerüstet, welches zwei A380-Maschinen oder vier kleinere Flugzeuge gleichzeitig abwickeln kann. Die Flughafengesellschaft investierte rund 50 Millionen NZ$ in den Ausbau.
Der erste dreimal wöchentlich verkehrende Linienflug mit einer A380 begann am 2. Februar 2009 von Dubai über Sydney nach Auckland und zurück und wurde von der Fluggesellschaft Emirates eingerichtet.
Mit der Planung der Erweiterung des Flughafens wurde die Möglichkeit geschaffen, sofern die Fluggastzahlen entsprechend weiter steigen, den Flughafen um 10 weitere Gates zu erweitern. Gleichzeitig gab man dem Airport durch den Ausbau ein grünes Image. Über 300 m2 Solarzellen ist es nun möglich, 49.500 kWh Strom zu erzeugen und über 40 m3 heißes Wasser zu produzieren, zusätzlich wurde ein Energiemanagementsystem installiert und u. A. ein Filtersystem eingebaut, welches für ständig saubere und frische Luft sorgt.

## Fluggesellschaften

### Internationale Fluggesellschaften
- Air Tahiti Nui
- Air Vanuatu
- Aircalin
- Cathay Pacific
- China Airlines
- China Eastern Airlines
- China Southern Airlines
- Emirates
- Fiji Airways
- Hawaiian Airlines
- Jetstar Airways
- Korean Air
- LATAM Airlines
- Malaysia Airlines
- Qantas
- Qantas (betrieben von JetConnecet)
- Qatar Airways
- Singapore Airlines
- Sunair
- Thai Airways International
- Virgin Australia

## Verkehrszahlen
| Geschäfts- jahr | Passagierzahlen | Passagierzahlen | Passagierzahlen | Luftfracht (Tonnen) (mit Luftpost) | Flugbewegungen |
| Geschäfts- jahr | National        | International   | Gesamt          | Luftfracht (Tonnen) (mit Luftpost) | Flugbewegungen |
| --------------- | --------------- | --------------- | --------------- | ---------------------------------- | -------------- |
| 2022            | 4.261.271       | 1.340.875       | 5.602.146       | -                                  | 86.063         |
| 2021            | 5.841.514       | 602.125         | 6.443.639       | -                                  | 98.689         |
| 2020            | 7.047.108       | 8.473.946       | 15.521.054      | -                                  | 139.137        |
| 2019            | 9.593.625       | 11.517.988      | 21.111.613      | -                                  | 178.771        |
| 2018            | 9.263.666       | 11.266.382      | 20.530.048      | -                                  | 174.276        |
| 2017            | 8.601.841       | 10.418.732      | 19.020.573      | -                                  | 169.245        |
| 2016            | 7.902.059       | 9.358.272       | 17.260.331      | -                                  | 157.772        |
| 2015            | 7.198.595       | 8.618.191       | 15.816.786      | -                                  | 150.956        |
| 2014            | 6.911.689       | 8.150.396       | 15.062.085      | -                                  | 153.263        |
| 2013            | 6.760.537       | 7.755.678       | 14.516.215      | -                                  | 155.146        |
| 2012            | 6.236.915       | 7.769.207       | 14.006.122      | -                                  | 155.515        |
| 2011            | 6.040.265       | 7.392.045       | 13.432.310      | -                                  | 154.290        |
| 2010            | 6.032.410       | 7.415.792       | 13.448.202      | 207.107                            | 154.971        |
| 2009            | 5.598.077       | 7.359.611       | 12.957.688      | 197.528                            | 156.788        |
| 2008            | 5.740.089       | 7.462.683       | 13.202.772      | 220.999                            | 159.627        |
| 2007            | 5.068.794       | 7.286.397       | 12.355.191      | 224.515                            | 155.875        |
| 2006            | 4.963.142       | 7.103.035       | 12.066.177      | 232.655                            | 160.899        |
| 2005            | 4.823.916       | 6.432.161       | 11.256.077      | 229.348                            | 158.452        |

1. ↑  Die Geschäftsjahre enden jeweils am 30. Juni.
2. ↑  Die Geschäftsjahre enden jeweils am 30. Juni.

## Zwischenfälle
- Am 4. Juli 1966 stürzte eine Douglas DC-8 der Air New Zealand auf einem Übungsflug kurz nach dem Start auf die Landebahn; zwei von fünf Besatzungsmitglieder starben.
- Am 17. Februar 1979 stürzte eine Fokker Friendship der Air New Zealand beim Landeanflug in den Manukau Harbour; ein Besatzungsmitglied und ein Mitarbeiter des Bodenpersonals starben.
- Am 31. Juli 1989 verunglückte eine Convair CV-580 der Air Freight NZ (Luftfahrzeugkennzeichen ZK-FTB) beim Start am Flughafen Auckland. Der Künstliche Horizont des Ersten Offiziers war defekt, trotzdem und entgegen den Richtlinien blieb das Flugzeug im Dienst. An Bord befanden sich zwei neue Erste Offiziere in Ausbildung und ein Kapitän. Das Flugzeug stieg nach dem Start bis auf 400 Fuß und sank dann wieder ab, um stürzte 387 Meter nach dem Ende der Landebahn in den Manukau Harbour (siehe auch Air-Freight-NZ-Flug 1).[8]